# Mathieu Assou-Ekotto
Pour les articles homonymes, voir Assou et Ekotto.
Mathieu Assou-Ekotto est un footballeur franco-camerounais, né le 8 avril 1978 à Sainte-Catherine-lès-Arras.
Ce milieu de terrain défensif a un frère, Benoît Assou-Ekotto, qui est lui aussi footballeur professionnel.

## Carrière
- 1998-2000 :  RE Mouscron
- 2000-2001 :  US Créteil-Lusitanos
- 2001-2003 :  Valenciennes FC
- 2003-Déc.2003 :  Grenoble Foot
- Janv. 2004-Déc. 2004 :  RAA Louviéroise
- Janv. 2005-Déc. 2005 :  Standard de Liège
- Janv. 2006-Déc. 2006 :  Willem II Tilburg
- Janv. 2007-Déc. 2009 :  RE Mouscron
- janv. 2010-Nov. 2012 :  Royal Boussu Dour Borinage[1]